# 呆子秀
《呆子秀》（英語：The Goon Show）是一個英國電台喜劇節目，於1951年至1960年由BBC家居服務製作和廣播，偶爾也會在BBC輕型節目重播。第一輯於1951年5月28日至9月20日播出，當時的節目名稱為《瘋狂的人》（英語：Crazy People），之後的輯數則改用《呆子秀》這一名稱。據斯派克·米利根所言，「呆子秀」這一標題是源自於《大力水手》的一個角色——呆子愛麗絲。
《呆子秀》的主要創作人和主要作者是斯派克·米利根，這個節目的劇本在滑稽的情節融入了超現實幽默、雙關語、口頭禪以及一系列的奇異的音效等元素，一些較後期的集數則以新的BBC無線電聲音工作坊設計的電子效果為特色，其中許多音效在接下來的數十年被其他節目再使用。節目中的許多元素諷刺了現代的英國生活，以及戲仿影視圈、商業、工業、藝術、政治、外交、警察、軍隊、教育、階級結構、文學和電影等範疇。
這節目透過BBC轉錄服務（TS）進行國際發行，並於1950年代在澳大利亞、南非、新西蘭、印度和加拿大定期播出，但TS版本經常會有刪改，以避免敏感議題。:54美國全國廣播公司（NBC）在1950年代中期開始在自己的電台網絡廣播這節目。這節目對英國和美國的喜劇和流行文化的發展產生了相當大的影響，並被認為是對披頭四樂隊、美國喜劇團體火標誌劇院、蒙提·派森等等構成重要影響。

## 演出成員和角色
- 哈里塞科姆（英语：Harry Secombe）演出的角色

- 斯派克·米利根（英语：Spike Milligan）演出的角色

- 彼得·塞勒斯演出的角色

- 邁克爾·本廷（英语：Michael Bentine）演出的角色

奧斯力·博利赫特教授和其他

### 引用來源
1. ↑  Ayto, John. . Oxford University Press. 2006: 144  [2022-04-14]. ISBN 978-0-19-861452-4. （原始内容存档于2022-04-14） （英语）.
2. ↑  Wilmut, Roger; Jimmy Grafton. . London: Robson Books. 1976. ISBN 0-903895-64-1.
3. ↑  . FIREZINE #4. Firesign Theatre. Winter 1997–1998  [14 October 2006]. （原始内容存档于2006-06-27）.
4. ↑  McCann, Graham. . London: Hodder & Stoughton. 2006. ISBN 0-340-89809-7. (a) pp.4, 5, 61; (b)p.183, (d) pp.180, 181, (e)p.203
5. ↑  Scudamore, Pauline. . London: Granada. 1985. ISBN 0-246-12275-7.
6. ↑  . Robson Books. 2002  [2022-04-14]. ISBN 978-1-86105-530-9. （原始内容存档于2022-04-14） （英语）.
7. ↑  Chapman, G., Cleese, J., Gilliam, T., Idle, E., Jones, T., & Palin, M. (2004). Edited by Bob McCabe. The Pythons Autobiography by The Pythons. London: Orion. Chapman's posthumous input via collateral sources. ISBN 0-7528-6425-4
8. ↑  Chapman, Graham. Jim Yoakum , 编. . London: Pan Books. 2006. ISBN 978-0-330-43543-7.
9. ↑  . Thegoonshow.net.   [2014-07-31]. （原始内容存档于2019-03-30）.
10. ↑  . FIREZINE #4. Firesign Theatre. Winter 1997–1998  [6 September 2007]. （原始内容存档于2006-06-27）.